# Tamopsis kochi
Tamopsis kochi är en spindelart som beskrevs av Baehr 1987. Tamopsis kochi ingår i släktet Tamopsis och familjen Hersiliidae. Inga underarter finns listade i Catalogue of Life.